# Сан-Марчелло-аль-Корсо
Сан-Марчелло-аль-Корсо — одна з найстаріших церков Рима.

## Історія
За легендою будівництво першої церкви в 308–309 роках пов'язують з папою Марцеллом І, проте археологи датують перші споруди на цьому місці 380–450 роках.
У XII столітті була побудована велика базиліка, деякі частини стін якої видно в нинішньому бароковому фасаді.
У 1519 році церква повністю згоріла, на місці храму архітектором Якопо Сансовіно була зведена нова однонавова церква з пишними капелами.
У 1682–83 роках Карло Фонтана спроєктував вигадливо увігнутий фасад з травертину. В інтер'єрі заслуговують на увагу плоска касетна стеля (1592) і численні надгробки. У центральній наві розташовані надгробки кардинала Джованні Міхіеля і його племінника, єпископа Антоніо Орсо, виконані Сансовіно у венеційському стилі. В одній з капел знаходиться дерев'яне розп'яття (XV століття), що збереглася після пожежі.

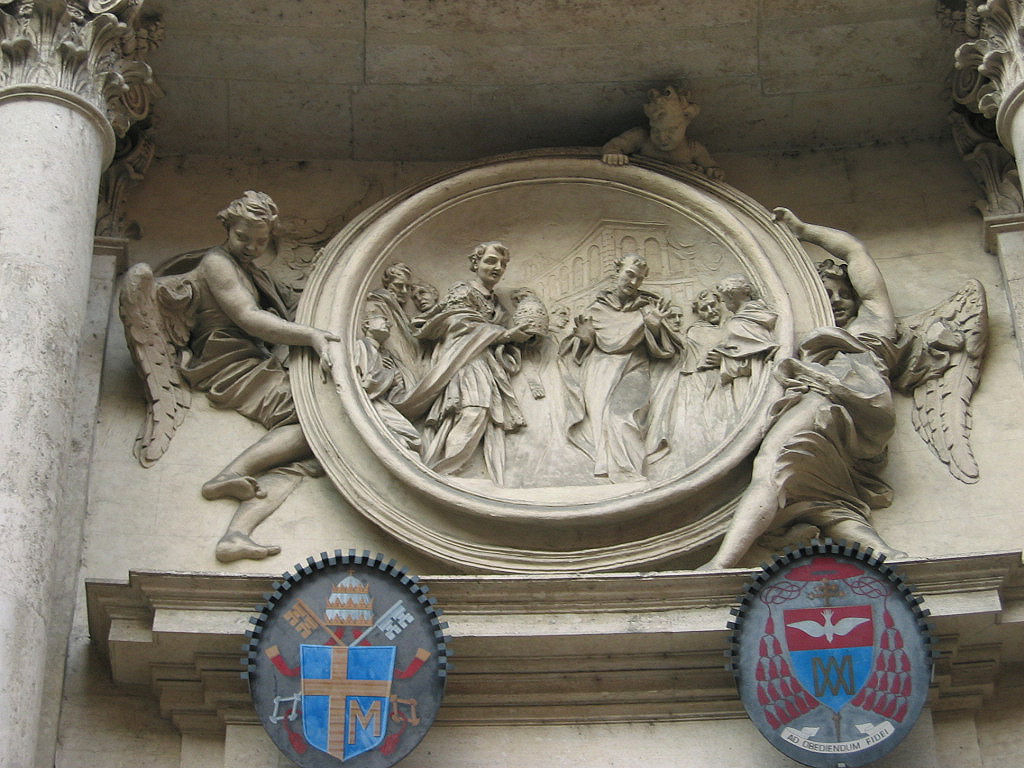
Св. Пилип Беніжі відмовляється від папської тіари, Антоніо Раджі, Фасад Сан Марчелло аль Корсо

## Титулярна церква
Церква Сан Марчелло аль Корсо є титулярною церквою, кардиналом-священиком з титулом церкви Сан Марчелло аль Корсо з 18 лютого 2012 року є італійський кардинал Джузеппе Беторі.